# Allium gooddingii
Allium gooddingii är en amaryllisväxtart som beskrevs av Francis Marion Ownbey. Allium gooddingii ingår i släktet lökar, och familjen amaryllisväxter. Inga underarter finns listade i Catalogue of Life.